# مذاب (دهستان)
 مذاب  (در عربی:  المَذاب ) دهستانی است در ناحیهٔ (بئرة صوان أنس)، از توابع استان صَعده، در کشور یمن در شبه جزیره عربستان. دره أی در این دهستان جاری است که در نهایت به صحرای رملی ربع الخالی می‌ریزد.

## جمعیت
جمعیت این دهستان در حدود ( ۱۴۹۴ ) نفر و (۱۹ خانوار ) می‌باشد. 

## روستاها
روستاهای توابع این دهستان عبارتند از:
- روستاها: مذال الَعالی
- روستاها: مذای السُفلی
- روستاها: جبال البَربَط
- روستاها: النماصة
- روستاها: مخلوف صَعدة
- روستاها: العمشیته
- روستاها: الوَقایر